# 那加兰邦种族冲突
那加兰邦种族冲突是印度东北部那加兰邦境內那加人与印度政府之间的武裝冲突。那加人希望建立一個以自己民族為主體的民族國家。
1946年，那加人全国委员会 (NNC)成立。
那加人全国委员会于1947年8月14日宣布那加独立。1951年5月16日，那加人舉行全民公投。 
1956年，那加人全国委员会與印度政府軍武裝衝突，該組織當時決定要通過武力手段從印度分裂出去。 
2021年，14名那加兰邦公民在回家的路上被埋伏在路邊的印度陆军士兵殺死。 結果那加兰邦爆發抗議。抗議民眾要求印度當局懲處殺害平民的印度士兵，并要求废除《武装部队特别权力法》。该法案由印度中央政府于1958年颁布，印度當局授权士兵可以在没有上級下令的情況下擊斃任何可疑的嫌犯。